# Kobikoro
Kobikoro är en ort i Guinea.   Den ligger i prefekturen Faranah Prefecture och regionen Faranah Region, i den södra delen av landet, 300 km öster om huvudstaden Conakry. Kobikoro ligger 671 meter över havet och antalet invånare är 13 912.
Terrängen runt Kobikoro är huvudsakligen kuperad, men åt nordväst är den platt. Runt Kobikoro är det glesbefolkat, med 14 invånare per kvadratkilometer. Det finns inga andra samhällen i närheten. I omgivningarna runt Kobikoro växer huvudsakligen savannskog.